# 15425 Welzl
15425 Welzl eller 1998 SV26 är en asteroid i huvudbältet som upptäcktes den 24 september 1998 av den tjeckiske astronomen Petr Pravec vid Ondřejov-observatoriet. Den är uppkallad efter Jan Eskymo Welzl.
Asteroiden har en diameter på ungefär 7 kilometer och den tillhör asteroidgruppen Eunomia.